# Endenergieverbrauch

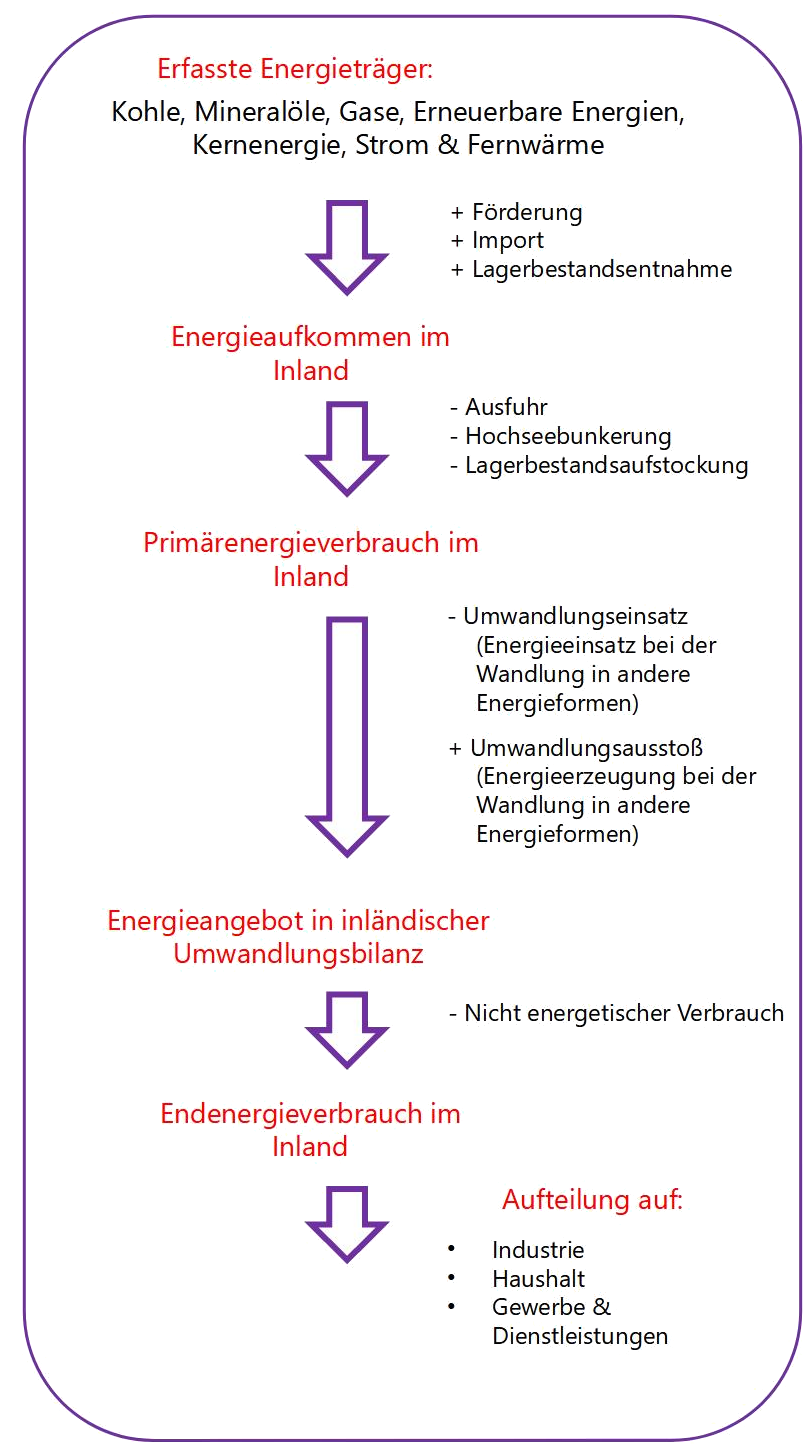
Aufbau einer Energiebilanz: Vom Primärenergieaufkommen über den Primärenergieverbrauch zum Endenergieverbrauch.

Als Endenergieverbrauch wird der Verbrauch von Endenergie bezeichnet. Primärenergie wird dabei teilweise unter Verlusten in leichter nutzbare Energieträger gewandelt. So werden aus Mineralölen Kraftstoffe und aus fossilen und erneuerbaren Energieträgern Strom und Fernwärme erzeugt. Diese gewandelten Energieträger bezeichnet man als Sekundärenergie. Der Endenergieverbrauch ist die Primärenergie und Sekundärenergie, die letztendlich nach der teilweisen Wandlung verbraucht wird. Der Endenergieverbrauch ist somit geringer als der Primärenergieverbrauch, bei dem die Verluste der Wandlung mitberücksichtigt werden.
Die Energiegewinnung und -nutzung wird in Energiebilanzen erfasst, die mit der Rohstoffgewinnung als Primärenergie beginnen und über Umwandlungsprozesse zur Endenergie führen.
Die Endenergie wird sodann für verschiedene Zwecke genutzt. Das Verhältnis von Dienstleistungs-, Waren- oder Energieertrag (Output) zur zugeführten Endenergie bezeichnet man als Energieeffizienz.
Die Maßeinheit für Energie ist nach dem Internationalen Einheitensystem 1 Joule (J), auch Wattsekunde genannt: 1 J = 1 N·m = 1 kg·m2·s−2.
Durch Einheitenvorsätze, auch Einheitenpräfixe genannt, werden Vielfache oder Teile gebildet, um Zahlen mit vielen Stellen zu vermeiden (Beispiel: 1 Megajoule (MJ) = 1.000.000 Joule, siehe auch Liste von Größenordnungen der Energie).
Weiterhin werden auch die Energieeinheit Kilowattstunde (kWh) als Maßeinheit für elektrische Energie und Erdgas, Liter für Treibstoffe oder Gewichtseinheiten für feste Brennstoffe verwendet. Der Energieverbrauch kann auch auf ein bestimmtes Ergebnis bezogen werden (z. B.: Treibstoffverbrauch pro 100 gefahrene Kilometer oder Stromverbrauch eines Gerätes pro Jahr).

## Energieverbrauch in Deutschland

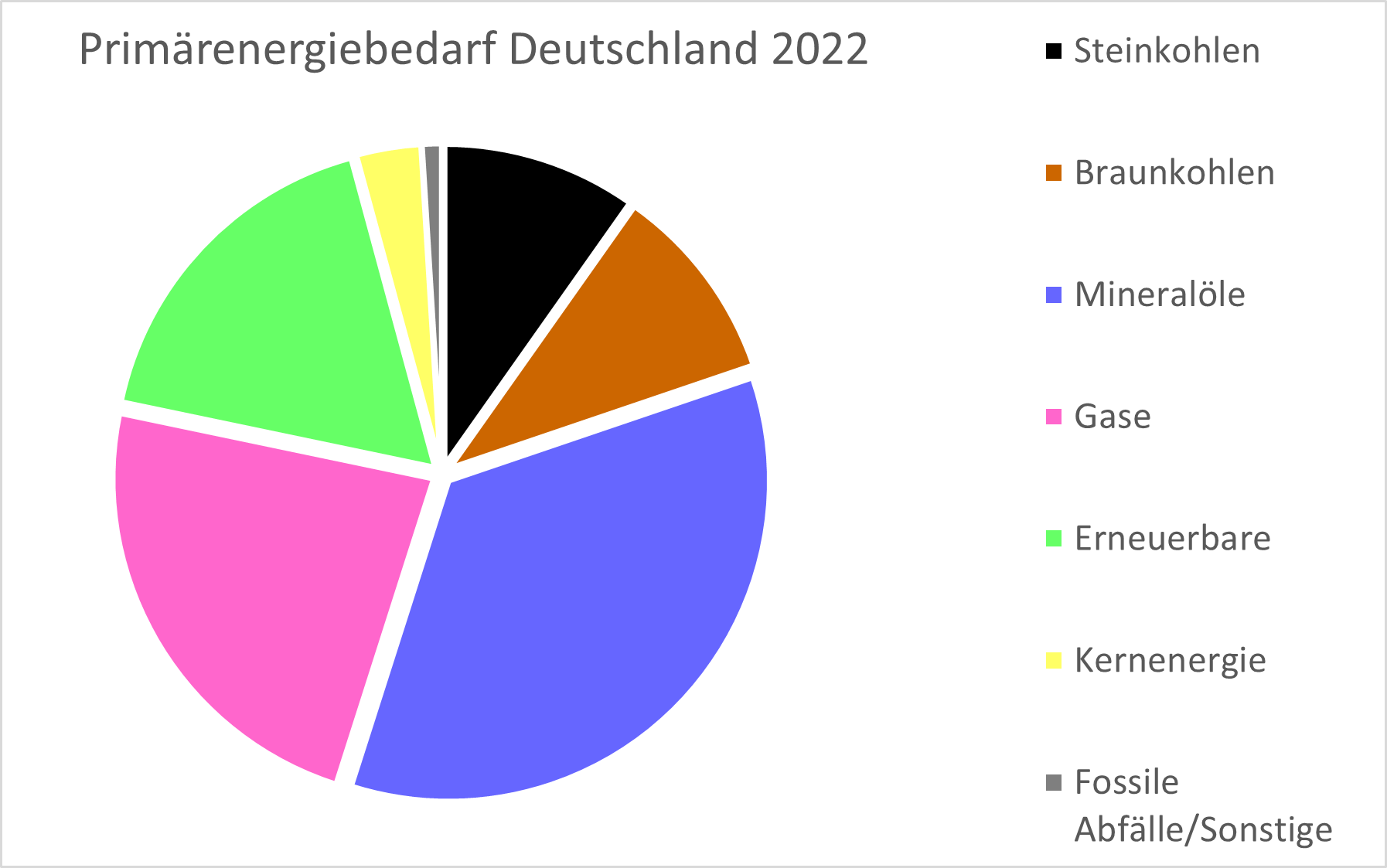
Primärenergiebedarf in Deutschland, Quelle AG Energiebilanzen

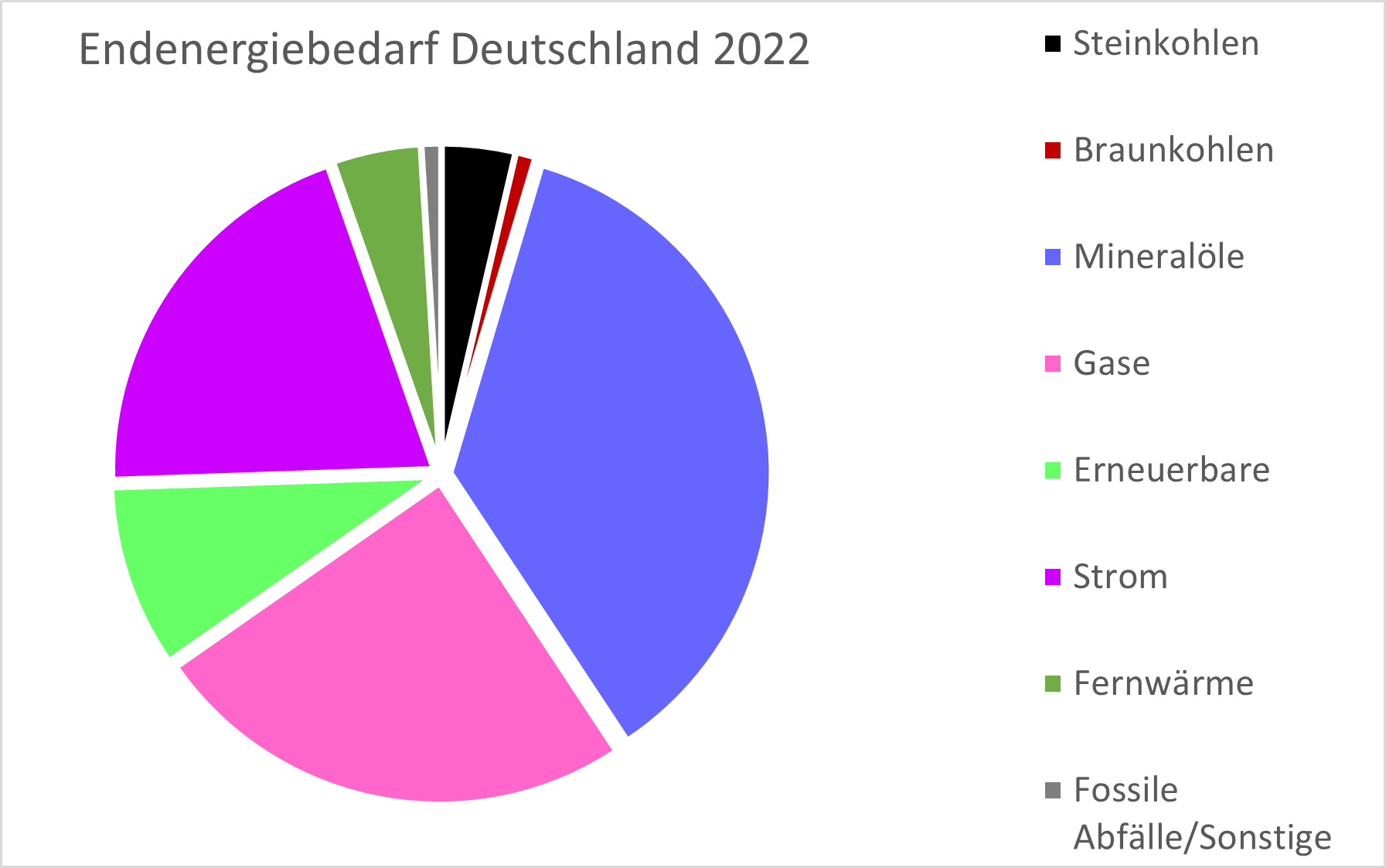
Endenergiebedarf in Deutschland, Quelle AG Energiebilanzen

Gasverbrauch in Deutschland 2019, Zahlen: AG Energiebilanzen, Energiebilanz 2019
Energieverbrauch von Privathaushalten

### Primär- und Endenergieverbrauch
Der Primärenergieverbrauch in Deutschland lag 2022 bei 11,7 EJ. Der Endenergieverbrauch lag bei 8,5 EJ.
Im Jahr 2022 hat Deutschland noch eine sehr geringe Strom- und Fernwärmemenge exportiert. Diese wurde in der Grafik mit Sonstiges zusammengefasst, um eine insgesamt positive Position in der Tortengrafik zu erhalten. Seit 2023 ist Deutschland Netto-Stromimporteur. Importierter Strom oder andere importierte Sekundärenergien erscheinen eins zu eins im Primärenergiebedarf.
Sowohl im Primär- als auch im Endenergieverbrauch haben Mineralöle und Erdgas den größten Anteil. Den höchsten Anteil am Erdgasverbrauch haben (Stand 2019) private Haushalte (siehe Grafik unten).
Bei der Umwandlung der Primärenergie in nutzbare Endenergie und schließlich auch bei der Umwandlung in die Nutzenergie fallen Verluste durch den Wirkungsgrad der notwendigen Aufbereitungs- und Umwandlungsprozesse sowie durch Transporte an. Energie lässt sich zwar von der einen in die andere Form umwandeln, dabei setzt jedoch der zweite Hauptsatz der Thermodynamik prinzipielle Grenzen: thermische Energie ist nur eingeschränkt in andere Energieformen umwandelbar und zwischen Systemen übertragbar. Bemerkenswerterweise hat der Energieverbrauch in Deutschland trotz Wirtschaftswachstum seit 1990 nicht zu-, sondern etwas abgenommen. Zwischen 1990 und 2011 nahm das reale Bruttoinlandprodukt um 34 % zu, der Energieverbrauch nahm jedoch um 9 % ab. Eine Ursache dafür ist neben Effizienzgewinnen in der gesamten Wertschöpfungskette auch die Verlagerung von energieintensiver Produktion ins Ausland (siehe etwa Liste der größten Aluminiumproduzenten#Produktion).
Der Endenergieverbrauch von Privathaushalten in Deutschland beträgt Stand 2022 2424121 TJ. Der überwiegende Anteil der Energie wird zum Heizen verwendet. Nach Energieträgern hat folgerichtig Erdgas mit 37 % den größten Anteil am privaten Energieverbrauch. Auf Strom entfällt ca. 20 %. Mineralölprodukte, die für Verkehr und Heizung genutzt werden, machen 18 % des Energieverbrauchs privater Haushalte aus.
| Endenergieverbrauch in der Bundesrepublik Deutschland Angaben in Petajoule | Endenergieverbrauch in der Bundesrepublik Deutschland Angaben in Petajoule | Endenergieverbrauch in der Bundesrepublik Deutschland Angaben in Petajoule | Endenergieverbrauch in der Bundesrepublik Deutschland Angaben in Petajoule | Endenergieverbrauch in der Bundesrepublik Deutschland Angaben in Petajoule | Endenergieverbrauch in der Bundesrepublik Deutschland Angaben in Petajoule | Endenergieverbrauch in der Bundesrepublik Deutschland Angaben in Petajoule | Endenergieverbrauch in der Bundesrepublik Deutschland Angaben in Petajoule | Endenergieverbrauch in der Bundesrepublik Deutschland Angaben in Petajoule | Endenergieverbrauch in der Bundesrepublik Deutschland Angaben in Petajoule | Endenergieverbrauch in der Bundesrepublik Deutschland Angaben in Petajoule | Endenergieverbrauch in der Bundesrepublik Deutschland Angaben in Petajoule | Endenergieverbrauch in der Bundesrepublik Deutschland Angaben in Petajoule | Endenergieverbrauch in der Bundesrepublik Deutschland Angaben in Petajoule | Endenergieverbrauch in der Bundesrepublik Deutschland Angaben in Petajoule | Endenergieverbrauch in der Bundesrepublik Deutschland Angaben in Petajoule | Endenergieverbrauch in der Bundesrepublik Deutschland Angaben in Petajoule | Endenergieverbrauch in der Bundesrepublik Deutschland Angaben in Petajoule | Endenergieverbrauch in der Bundesrepublik Deutschland Angaben in Petajoule | Endenergieverbrauch in der Bundesrepublik Deutschland Angaben in Petajoule |
| Energieträger                                                              | 1990                                                                       | 1995                                                                       | 2000                                                                       | 2005                                                                       | 2010                                                                       | 2011                                                                       | 2012                                                                       | 2013                                                                       | 2014                                                                       | 2015                                                                       | 2016                                                                       | 2017                                                                       | 2018                                                                       | 2019                                                                       | 2020                                                                       | 2021                                                                       | 2018 in %                                                                  | 2019 in %                                                                  | 2020 in %                                                                  |
| -------------------------------------------------------------------------- | -------------------------------------------------------------------------- | -------------------------------------------------------------------------- | -------------------------------------------------------------------------- | -------------------------------------------------------------------------- | -------------------------------------------------------------------------- | -------------------------------------------------------------------------- | -------------------------------------------------------------------------- | -------------------------------------------------------------------------- | -------------------------------------------------------------------------- | -------------------------------------------------------------------------- | -------------------------------------------------------------------------- | -------------------------------------------------------------------------- | -------------------------------------------------------------------------- | -------------------------------------------------------------------------- | -------------------------------------------------------------------------- | -------------------------------------------------------------------------- | -------------------------------------------------------------------------- | -------------------------------------------------------------------------- | -------------------------------------------------------------------------- |
| Kraftstoff 1                                                               | 2.533                                                                      | 2.711                                                                      | 2.820                                                                      | 2.569                                                                      | 2.471                                                                      | 2.485                                                                      | 2.479                                                                      | 2.549                                                                      | 2.548                                                                      | 2.577                                                                      | 2.662                                                                      | 2.737                                                                      | 2.654                                                                      | 2.679                                                                      | 2.224                                                                      | 2.300                                                                      | 29,7                                                                       | 29,9                                                                       | 26,7                                                                       |
| Gas                                                                        | 1.871                                                                      | 2.260                                                                      | 2.410                                                                      | 2.279                                                                      | 2.439                                                                      | 2.231                                                                      | 2.267                                                                      | 2.370                                                                      | 2.133                                                                      | 2.233                                                                      | 2.305                                                                      | 2.327                                                                      | 2.294                                                                      | 2.290                                                                      | 2.200                                                                      | 2.487                                                                      | 25,7                                                                       | 25,5                                                                       | 26,4                                                                       |
| Strom                                                                      | 1.638                                                                      | 1.648                                                                      | 1.780                                                                      | 1.864                                                                      | 1.899                                                                      | 1.876                                                                      | 1.884                                                                      | 1.884                                                                      | 1.846                                                                      | 1.853                                                                      | 1.863                                                                      | 1.868                                                                      | 1.848                                                                      | 1.800                                                                      | 1.746                                                                      | 1.780                                                                      | 20,7                                                                       | 20,1                                                                       | 20,9                                                                       |
| Heizöl                                                                     | 1.446                                                                      | 1.593                                                                      | 1.246                                                                      | 1.596                                                                      | 874                                                                        | 730                                                                        | 771                                                                        | 822                                                                        | 693                                                                        | 675                                                                        | 653                                                                        | 654                                                                        | 553                                                                        | 612                                                                        | 618                                                                        | 482                                                                        | 6,2                                                                        | 6,8                                                                        | 7,4                                                                        |
| Sonstige Energieträger 2                                                   | 53                                                                         | 110                                                                        | 201                                                                        | 477                                                                        | 691                                                                        | 656                                                                        | 655                                                                        | 689                                                                        | 662                                                                        | 692                                                                        | 715                                                                        | 739                                                                        | 735                                                                        | 772                                                                        | 794                                                                        | 842                                                                        | 8,2                                                                        | 8,6                                                                        | 9,5                                                                        |
| Fernwärme                                                                  | 383                                                                        | 366                                                                        | 265                                                                        | 450                                                                        | 472                                                                        | 420                                                                        | 431                                                                        | 435                                                                        | 383                                                                        | 402                                                                        | 410                                                                        | 411                                                                        | 394                                                                        | 403                                                                        | 377                                                                        | 438                                                                        | 4,4                                                                        | 4,5                                                                        | 4,5                                                                        |
| Steinkohle                                                                 | 571                                                                        | 455                                                                        | 432                                                                        | 319                                                                        | 375                                                                        | 387                                                                        | 340                                                                        | 338                                                                        | 348                                                                        | 382                                                                        | 378                                                                        | 366                                                                        | 360                                                                        | 339                                                                        | 304                                                                        | 375                                                                        | 4,0                                                                        | 3,8                                                                        | 3,6                                                                        |
| Braunkohle                                                                 | 975                                                                        | 178                                                                        | 82                                                                         | 78                                                                         | 89                                                                         | 94                                                                         | 92                                                                         | 93                                                                         | 85                                                                         | 84                                                                         | 87                                                                         | 88                                                                         | 86                                                                         | 79                                                                         | 77                                                                         | 86                                                                         | 1,0                                                                        | 0,9                                                                        | 0,9                                                                        |
| Gesamt                                                                     | 9.472                                                                      | 9.322                                                                      | 9.235                                                                      | 9.127                                                                      | 9.310                                                                      | 8.881                                                                      | 8.919                                                                      | 9.179                                                                      | 8.699                                                                      | 8.898                                                                      | 9.071                                                                      | 9.190                                                                      | 8.924                                                                      | 8.973                                                                      | 8.341                                                                      | 8.789                                                                      | 100                                                                        | 100                                                                        | 100                                                                        |
| Bevölkerungsstand in 1000                                                  | 79.753                                                                     | 81.817                                                                     | 82.260                                                                     | 82.438                                                                     | 81.752                                                                     | 80.328                                                                     | 80.524                                                                     | 80.767                                                                     | 81.198                                                                     | 82.176                                                                     | 82.522                                                                     | 82.792                                                                     | 83.019                                                                     | 83.042                                                                     | 83.157                                                                     | 83.237                                                                     |                                                                            |                                                                            |                                                                            |
| Gesamt pro Kopf in Gigajoule                                               | 118,8                                                                      | 114,0                                                                      | 112,3                                                                      | 110,7                                                                      | 113,9                                                                      | 110,6                                                                      | 110,8                                                                      | 113,7                                                                      | 107,1                                                                      | 108,3                                                                      | 109,9                                                                      | 111,0                                                                      | 107,5                                                                      | 108,1                                                                      | 100,3                                                                      | 105,6                                                                      |                                                                            |                                                                            |                                                                            |

### Nutzung der Endenergie
Die Endenergie wird zu 38,9 % in mechanische Energie (Transportaufgaben, Maschinenantrieb usw.) umgewandelt und zu 25,6 % in Raumwärme und zu 22,6 % in sonstige Prozesswärme umgesetzt. Auf diese drei Anwendungsbereiche entfallen somit 87,1 % des Endenergieverbrauchs der Bundesrepublik Deutschland. Für Warmwasser werden 5,0 %, für Beleuchtung 2,9 % und für Informations- und Kommunikationstechnik (IKT) 2,4 % eingesetzt (Bilanzjahr 2018).
Die umgangssprachlich wenig gebräuchliche Energieeinheit Gigajoule bei der Angabe des Pro-Kopf-Verbrauchs lässt sich durch Umrechnung in kWh oder Ölmengen veranschaulichen: 1 Gigajoule (GJ) = 278 kWh oder Energiemenge bei Verbrennung von 23,9 kg Erdöl.

Endenergieverbrauch nach Bereich in Deutschland

| Endenergieverbrauch nach Anwendungsbereichen in der Bundesrepublik Deutschland | Endenergieverbrauch nach Anwendungsbereichen in der Bundesrepublik Deutschland | Endenergieverbrauch nach Anwendungsbereichen in der Bundesrepublik Deutschland | Endenergieverbrauch nach Anwendungsbereichen in der Bundesrepublik Deutschland | Endenergieverbrauch nach Anwendungsbereichen in der Bundesrepublik Deutschland | Endenergieverbrauch nach Anwendungsbereichen in der Bundesrepublik Deutschland | Endenergieverbrauch nach Anwendungsbereichen in der Bundesrepublik Deutschland | Endenergieverbrauch nach Anwendungsbereichen in der Bundesrepublik Deutschland | Endenergieverbrauch nach Anwendungsbereichen in der Bundesrepublik Deutschland |           |
| ------------------------------------------------------------------------------ | ------------------------------------------------------------------------------ | ------------------------------------------------------------------------------ | ------------------------------------------------------------------------------ | ------------------------------------------------------------------------------ | ------------------------------------------------------------------------------ | ------------------------------------------------------------------------------ | ------------------------------------------------------------------------------ | ------------------------------------------------------------------------------ | --------- |
| Anwendungsbereich                                                              | Angaben in Petajoule                                                           | Angaben in Petajoule                                                           | Angaben in Petajoule                                                           | Angaben in Petajoule                                                           | Angaben in Petajoule                                                           | Angaben in Petajoule                                                           | Angaben in Gigajoule                                                           |                                                                                |           |
| Anwendungsbereich                                                              | 2008                                                                           | 2009                                                                           | 2010                                                                           | 2011                                                                           | 2017                                                                           | 2018                                                                           | 2011 Pro-Kopf                                                                  | 2011 in %                                                                      | 2018 in % |
| mechanische Energie                                                            | 3.334                                                                          | 3.236                                                                          | 3.298                                                                          | 3.327                                                                          | 3.589                                                                          | 3.502                                                                          | 40,7                                                                           | 38,1                                                                           | 38,9      |
| Raumwärme                                                                      | 2.770                                                                          | 2.611                                                                          | 2.813                                                                          | 2.256                                                                          | 2.443                                                                          | 2.302                                                                          | 27,6                                                                           | 25,8                                                                           | 25,6      |
| sonstige Prozesswärme                                                          | 1.875                                                                          | 1.756                                                                          | 1.903                                                                          | 1.979                                                                          | 2.036                                                                          | 2.035                                                                          | 24,2                                                                           | 22,6                                                                           | 22,6      |
| Warmwasser                                                                     | 0428                                                                           | 0416                                                                           | 0379                                                                           | 0447                                                                           | 441                                                                            | 451                                                                            | 05,5                                                                           | 05,1                                                                           | 5,0       |
| Beleuchtung                                                                    | 0300                                                                           | 0297                                                                           | 0296                                                                           | 0321                                                                           | 259                                                                            | 257                                                                            | 04,0                                                                           | 03,7                                                                           | 2,9       |
| Informations- und Kommunikationstechnik                                        | 0211                                                                           | 0200                                                                           | 0199                                                                           | 0219                                                                           | 213                                                                            | 216                                                                            | 02,7                                                                           | 02,5                                                                           | 2,4       |
| sonst. Prozesskälte                                                            | 0129                                                                           | 0148                                                                           | 0143                                                                           | 0162                                                                           | 190                                                                            | 193                                                                            | 02,0                                                                           | 01,9                                                                           | 2,1       |
| Klimakälte                                                                     | 051                                                                            | 028                                                                            | 029                                                                            | 034                                                                            | 39                                                                             | 40                                                                             | 00,4                                                                           | 00,4                                                                           | 0,4       |
| Gesamt                                                                         | 9.098                                                                          | 8.692                                                                          | 9.060                                                                          | 8.744                                                                          | 9.208                                                                          | 8.996                                                                          | 106,8                                                                          | 100                                                                            | 100       |

### Pro-Kopf-Verbrauch von Primär- und Endenergie

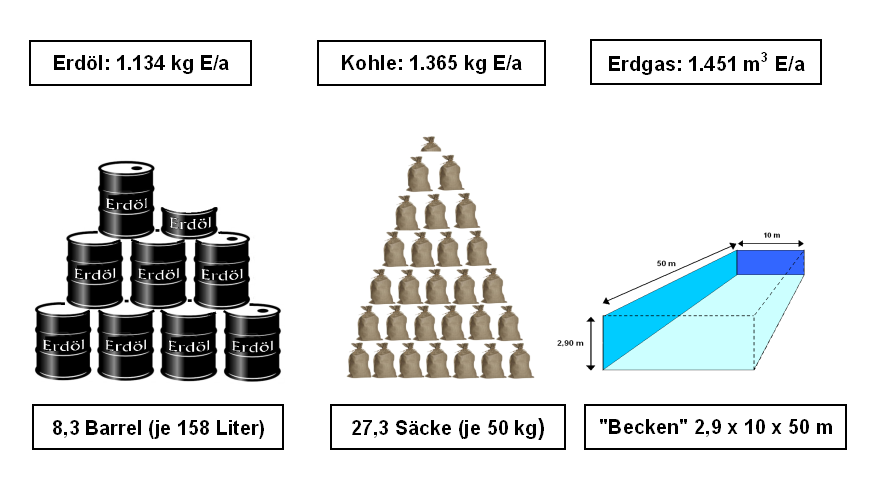
Pro-Kopf-Verbrauch 2011 in Deutschland – fossile Primärenergie

Der Verbrauch von Primärenergie in Deutschland im Jahr 2018 von insgesamt 13.129 Petajoule (PJ) entspricht einem Pro-Kopf-Verbrauch von rund 43.929 kWh pro Einwohner (83,019 Mio. Einwohner). Dazu wurden 2018 pro Kopf der Bevölkerung 1.287 kg Erdöl (Rohöleinheiten, 1 PJ = 0,024 Mio. t RÖE), 1.191 kg Steinkohleeinheiten (Braun-Steinkohle, 1 PJ = 0,034 Mio. t SKE) sowie 1.059 m3 Erdgas eingesetzt (1 m³ entspricht 35,169 MJ Heizwert). Hinzu kommen aus erneuerbaren Energiequellen 6.029 kWh und aus Kernenergie 2.774 kWh pro Kopf.
Dieser Pro-Kopf-Verbrauch von Primärenergie entspricht einer durchgängigen Leistung von rund 5 kW, die pro Einwohner benötigt wurde (Verbrauch auf 8.760 Std. eines Jahres umgerechnet). Zum Vergleich: Ein Mensch ist bei körperlicher Betätigung zu einer Dauerleistung von 0,06 kW im Stande, bei Akkordleistungen von 0,1 kW. Der Verbrauch von Primärenergie in Deutschland liegt um knapp den Faktor 84 höher als die menschliche Dauerleistung.
Der Verbrauch an Endenergie in Deutschland im Jahr 2018 von insgesamt 8.963 Petajoule (PJ) entspricht einem Pro-Kopf-Verbrauch von rund 29.990 kWh pro Einwohner. Davon entfallen 9.011 kWh auf Kraftstoffe, 7.676 kWh auf Erdgas, 6.183 kWh auf Strom insgesamt, davon 1.526 kWh für den privaten Verbrauch, 1.850 kWh auf Heizöl und 2.459 kWh auf sonstige Energieträger, darunter Brennholz, Brenntorf, Klärschlamm und Müll.

### Entwicklung der Energiepreise in Deutschland
| Preisentwicklung der Verbraucherpreise in Deutschland 2015 = 100 % | Preisentwicklung der Verbraucherpreise in Deutschland 2015 = 100 % | Preisentwicklung der Verbraucherpreise in Deutschland 2015 = 100 % | Preisentwicklung der Verbraucherpreise in Deutschland 2015 = 100 % | Preisentwicklung der Verbraucherpreise in Deutschland 2015 = 100 % | Preisentwicklung der Verbraucherpreise in Deutschland 2015 = 100 % | Preisentwicklung der Verbraucherpreise in Deutschland 2015 = 100 % |
| Energieträger                                                      | 2005                                                               | 2010                                                               | 2015                                                               | 2018                                                               | 2019                                                               | 2020 (nur Mai)                                                     |
| ------------------------------------------------------------------ | ------------------------------------------------------------------ | ------------------------------------------------------------------ | ------------------------------------------------------------------ | ------------------------------------------------------------------ | ------------------------------------------------------------------ | ------------------------------------------------------------------ |
| Erdgas                                                             | 76,0                                                               | 90,3                                                               | 100                                                                | 92,2                                                               | 95,8                                                               | 97,2                                                               |
| Benzin (Super)                                                     | 87,8                                                               | 101,7                                                              | 100                                                                | 104,7                                                              | 103,0                                                              | 86,3                                                               |
| Diesel                                                             | 90,7                                                               | 104,4                                                              | 100                                                                | 110,2                                                              | 108,4                                                              | 90,9                                                               |
| Heizöl (leicht)                                                    | 93,8                                                               | 114,6                                                              | 100                                                                | 117,4                                                              | 114,5                                                              | 83,4                                                               |
| Flüssiggas                                                         | -                                                                  | 124,2                                                              | 100                                                                | 119,4                                                              | 108,3                                                              | 91,4                                                               |
| Strom                                                              | 61,6                                                               | 80,2                                                               | 100                                                                | 103,3                                                              | 106,8                                                              | 111,2                                                              |
| Fernwärme                                                          | 69,7                                                               | 86,9                                                               | 100                                                                | 93,9                                                               | 98,1                                                               | 98,1                                                               |
| Verbraucherpreisindex gesamt                                       | 86,2                                                               | 93,2                                                               | 100                                                                | 103,8                                                              | 105,3                                                              | 106,0                                                              |

Mit dem weltweit steigenden Energieverbrauch ist eine deutliche Zunahme der Energiepreise zu verzeichnen. Diese Preisentwicklung wird für die verschiedenen Energiearten anhand von amtlichen Daten erfasst und mit Preisindizes dargestellt. Das Statistische Bundesamt hat für die Bundesrepublik Deutschland eigene Preisstatistiken und zugehörige Angaben des Statistischen Amtes der EU (Eurostat) zusammengefasst und auf das Basisjahr 2015 bezogen.
Einfuhr-, Erzeuger- und Ausfuhrpreisindizes werden nach dem Güterverzeichnis für Produktionsstatistiken (GP), Ausgabe 2009 berechnet. Für Verbraucherpreisindizes wird die Klassifikation des privaten Konsums nach Verwendungszwecken (COICOP = Classification of Individual Consumption by Purpose) angewandt.
Steuern und Umlagen werden in der Weise berücksichtigt, wie sie im Endpreis enthalten sind: Einfuhrpreise werden daher ohne Mehrwertsteuer angesetzt, da sie im Zuge des Vorsteuerabzugs gegengerechnet werden. Die Verbraucherpreise enthalten entsprechend die Mehrwertsteuer sowie Abgaben und Umlagen.

## Energieverbrauch in Österreich
In Österreich lag der Endenergieverbrauch im Jahr 2020 bei 1.053 PJ. Das ist weniger als in den Vorjahren und auf die Lockdowns während der Covid-19-Pandemie zurückzuführen. Der Höchststand wurde im Jahr 2017 mit 1.142 PJ erreicht.

## Energieverbrauch in der Schweiz
Seit 1950 hat sich der Endenergieverbrauch der Schweiz beinahe verfünffacht, wobei seit ungefähr der Jahrtausendwende eine Stabilisierung und in den letzten Jahren ein Rückgang zu beobachten ist. Im Jahr 2022 betrug der Endenergieverbrauch der Schweiz rund 765 PJ.

## Kennwerte zum Energieverbrauch
Der Bedarf an Endenergie wird mit Verbrauchskenndaten gekennzeichnet, für Fahrzeuge bspw. mit dem Kraftstoffverbrauch, für Geräte mit der Energieverbrauchskennzeichnung und für Gebäude mit dem Energieausweis.
So verbrauchen Fahrräder pro Personenkilometer 0 kWh, Pedelecs 0,008, U-Bahnen 0,02, Straßenbahnen 0,08, Omnibusse 0,13, Züge 0,19 sowie (Personen)-KFZ 0,56 kWh.